# Thomas Henry Jameson
Thomas Henry Jameson, britanski general, * 10. december 1894, † 1985.